# Rosa Oliveira
Rosa Oliveira (Viseu, 1958) é uma poeta portuguesa.

## Obra[1]

### Poesia
- 2013 - "Cinza" (ISBN 978-989-671-161-0) (publicado por Tinta da China)
- 2017 - "Tardio" (ISBN 978-989-671-366-9) (publicado por Tinta da China)
- 2020 - "Errático" (ISBN 978-989-671-556-4) (publicado por Tinta da China)
- 2021 - "Desvio-me da bala que chega todos os dias" (ISBN 978-989-54708-2-2) (publicado por não (edições))

### Ensaio
- "Paris 1937"
- "Tragédias Sobrepostas: Sobre “O Indesejado” de Jorge de Sena"

## Prémios
- 2014 - Prémio Primeira Obra do P.E.N. Clube Português com "Cinza"[2]
- 2017 - Prémio Literário Fundação Inês de Castro com "Tardio"[3]